# Perarthrus linsleyi
Perarthrus linsleyi är en skalbaggsart som först beskrevs av Knull 1942.  Perarthrus linsleyi ingår i släktet Perarthrus och familjen långhorningar. Inga underarter finns listade i Catalogue of Life.